# Diplôme d'Alife
Le diplôme d'Alife (en italien : Diploma di Alife) définit un édit promulgué à Alife, le 5 octobre 1273 par le roi Charles Ier d'Anjou  qui décrète la division des Abruzzes en deux parts.

## Histoire
Dans les années 1270, Charles Ier d'Anjou considère que la subdivision des Abruzzes, la partie la plus au nord du Royaume, était trop grande à défendre et à gérer efficacement. Il en décide le partage en deux le 5 octobre 1273 par le diplôme d'Alife, suivant la frontière naturelle délimitée par la rivière Aterno-Pescara, en créant deux giustizierati distincts : Abruzzo Ulteriore (Ultra flumine Piscaria) et Abruzzo Citeriore (Citra flumine Piscaria).
L'incipit du diplôme d'Alife est le suivant : « en latin : Die jovis quinto mensis octubris II indictione aput Alifiam de mandato domini regis ».